# Йодолипол
Йодолипол, или липиодол (лат. iodolipolum; синонимы: iodatol, iodipin, iodolein, lipiodol) — йодированное масло семян опийного мака. Маслянистая жидкость жёлтого или буровато-жёлтого цвета. Практически нерастворим в воде, очень мало растворим в спирте. По запаху и вкусу напоминает касторовое масло. Смешивается в любых соотношениях с эфиром, хлороформом. Содержит 29-31 % йода.
Применяют в качестве контрастного вещества при рентгенологическом исследовании трахеи и бронхов, матки и маточных труб (в метросальпингографии). Это масляное рентгеноконтрастное средство может использоваться как носитель химиопрепаратов при нехирургическом лечении онкологических заболеваний (трансартериальная химиоэмболизация и внутриартериальная химиотерапия).
Форма выпуска: в ампулах по 5, 10 и 20 мл.
Хранение: в запаянных ампулах в прохладном, защищённом от света месте. При хранении возможно образование незначительной взвеси. После взбалтывания жидкость должна быть прозрачной при наблюдении в проходящем дневном свете.